# 謝綺雯
謝綺雯（英語：Sara Tse Yee-man，1978年—），香港行政人員，早年曾任職公務員，曾擔任香港駐武漢經濟貿易辦事處主任，離任公務員後曾任申訴專員公署助理申訴專員。她在2001年10月加入香港政府任職政務主任，及後在政府總部多個不同範籌政策局任職，包括環境運輸及工務局、經濟發展及勞工局及財經事務及庫務局等。另外，她曾兩次獲派駐中国大陆，先後任職於香港特區政府駐北京辦事處，以及擔任香港駐武漢經濟貿易辦事處首任主任。她在2020年辭任公務員，並改於申訴專員公署擔任助理申訴專員，至2025年離任。

## 早年生活
謝綺雯在1978年於英屬香港出生，在1990年入讀拔萃女書院，直至1997年預科畢業。在修讀預科課程時，她曾為書院粤语辯論隊成員，並在1996年5月的聯校中文辯論比賽決賽中取得最佳辯論員獎項。及後，她在1997年入讀香港大學，並在2000年取得政治學與社會學社會科學學士學位。在大學時期，她仍活躍於大專辯論活動，更曾在2000年為港大取得香港大專辯論賽冠軍。大學畢業後，她獲波士頓諮詢公司聘任為專員，任職一年後離任加入香港政府。

## 公職生涯

### 早期工作
謝綺雯在2001年10月起於香港政府任職政務職系，獲派至政府總部運輸局出任助理局長，及後在主要官員問責制推行後調任環境運輸及工務局助理秘書長。謝在環運局任內負責环境保护政策，曾負責修訂廢物處置條例。她在2003年至2005年在香港中文大學進修，並取得法律及公共政策社会科学硕士。隨後，她在2005年9月出任經濟發展及勞工局助理秘書長，負責航權政策及監督空運牌照局的工作等，亦因架構重組而在2007年7月轉至運輸及房屋局任職，惟至2007年9月卸任。
謝在離任運房局後獲外派至北京，擔任香港特區政府駐北京辦事處高級政務主任。在北京時，她曾署任駐京辦副主任，及後至2010年底返港。她從北京返港後於財經事務及庫務局任職，出任財經事務科轄下的助理秘書長，處理證券和期货事務。她在任內多次署任首席助理秘書長，並在2012年正式確認升任。晉升後，她繼續負責修訂證券和期貨的相關法律及法規。

### 駐武漢辦

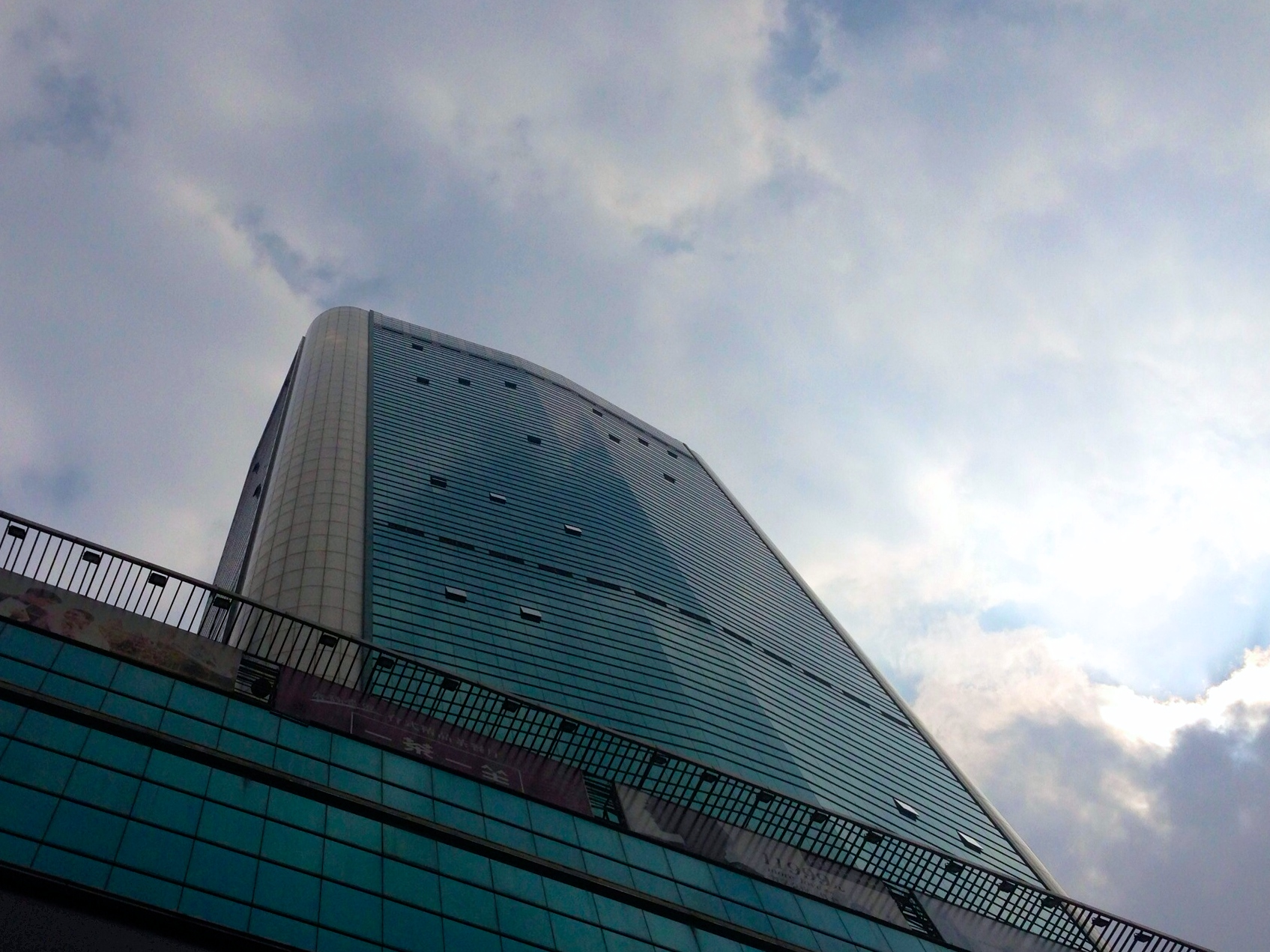
謝綺雯是首任香港駐武漢經濟貿易辦事處主任，駐武漢辦及後遷入武漢新世界國貿大廈

行政長官梁振英在《2013年施政報告》中宣佈設立香港駐武漢經濟貿易辦事處，而謝綺雯獲港府委任為駐武漢辦首位主任，並於同年2月18日前往武汉履新。她在上任後籌備駐武漢辦開幕，並認為武漢作為华中地区最大城市，與香港擁有龐大的發展空間，亦指出將在经济及贸易外加強兩地的文化交流。在她的籌備下，臨時設址於武汉保利广场的駐武漢辦在2014年4月1日掛牌運作，並在一年後於2015年4月8日遷入武汉新世界国贸大厦的長期辦公室，梁振英更親臨主持開幕儀式。她在任內不但向港商宣傳華中的國家及地方政策以支持港商拓展外地市場，更向轄區推廣香港投資、專業服務和旅遊等。另外，駐武漢辦的版圖在她任內亦一直擴張，在2016年時分別於湖南省長沙和河南省鄭州設立聯絡處。在2017年，她於卸任前籌備華中地區的香港特別行政區成立二十周年紀念活動，包括巡回展览、音樂會等。在2017年9月11日，馮浩賢接替謝出任駐武漢經辦主任，而謝亦離開武漢。

### 局長政務助理
謝綺雯自2017年9月離開武漢後並未被派遣工作，反而獲安排及赴英国入讀牛津大学進修，於布拉瓦特尼克政府學院修讀公共政策硕士，直至畢業後於2018年9月方被召回香港。她在返港後再度效力財經事務及庫務局，獲委任為財庫局局長政務助理，協助局長劉怡翔處理政務。

#### 馮永業案

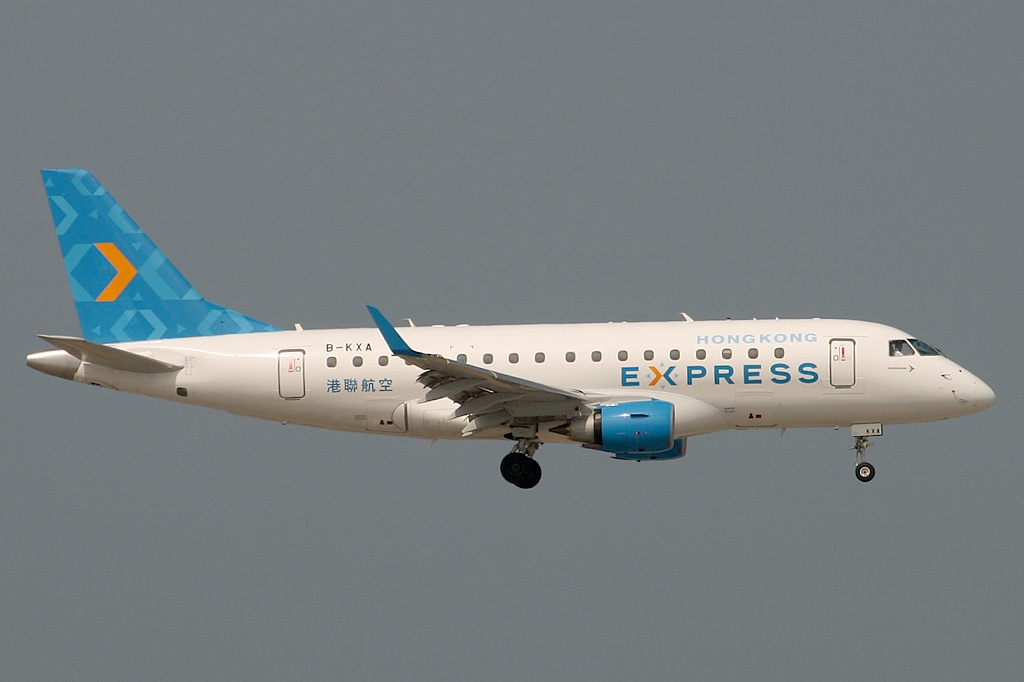
謝綺雯在經濟發展及勞工局任職時曾協助馮永業處理港聯航空的閒置航權

在謝綺雯擔任財經事務及庫務局政務助理期間，前經濟發展及勞工局副秘書長馮永業被控涉嫌在2004年9月至2006年3月接受陳婉玉提供的資金並優待她和其三家關聯公司。由於三家公司包括港聯航空，謝因案發時於經工局協助馮永業處理航權事宜，繼而在2019年5月被傳召上庭。謝在2004年底時曾按既有格式草擬信件質詢港聯航空閒置來往香港及深圳的航權，而馮永業在審閱稿件時以非港府慣用措辭批評港聯航空，並指示謝發信收回相關航權。謝亦解釋當年僅因政府未實行五天工作制而在2004年元旦前夕兼星期六的中午發出信件，亦能配合航權期限為一年的原則。另外，謝也向法庭說明其直屬上司首席助理秘書長鄧家禧發信予港龍航空時使用較溫和的既有字眼並不代表不公，更表明只要信件內容與政策一致下可使用不同的措詞。雖然馮永業和陳婉玉在2019年8月14日裁決的貪污控罪均不成立，但馮永業則在同日被裁定公職人員行為失當罪成並於同年9月13日被判入獄。最終，謝在案件完結不久後就辭任財庫局局長政務助理，並在2020年1月18日離任公務員。

### 申訴專員公署
在離任公務員後，謝綺雯獲申訴專員公署聘任為助理申訴專員，並在2020年6月1日履新。她獲安排掌管兩個調查科之一，亦曾與申訴專員和副專員等一同出席香港立法會的會議匯報公署工作。另外，她亦曾向兼具行政申訴職能的澳門廉政公署分享監察公共部门各項行政行為的經驗。陳積志在2024年4月上任申訴專員後引發公署離職潮，副專員、兩名助理專員及總調查主任等均先後離任，其中謝於2025年初離任助理申訴專員，由簡婷芝接替。

## 個人生活
熱愛辯論的謝綺雯投身社會後仍然支持學界辯論活動，曾義務擔任星島全港校際辯論比賽的評判團成員。

## 外部連結
- 謝綺雯的個人官方領英頁面

| 政府职务 | 政府职务                                                  | 政府职务      |
| -------- | --------------------------------------------------------- | ------------- |
| 新頭銜   | 香港駐武漢經濟貿易辦事處主任 2014年2月18日－2017年9月10日 | 繼任： 馮浩賢 |